# Unione Sportiva Catanzaro 1962-1963
Questa pagina raccoglie le informazioni riguardanti l'Unione Sportiva Catanzaro nelle competizioni ufficiali della stagione 1962-1963.

## Rosa
| N. |                   | Ruolo | Calciatore           |
| -- | ----------------- | ----- | -------------------- |
|    | Italia (bandiera) | C     | Osvaldo Bagnoli      |
|    | Italia (bandiera) | P     | Luigi Bertossi       |
|    | Italia (bandiera) | C     | Dino Bigagnoli       |
|    | Italia (bandiera) | D     | Renato Bonari        |
|    | Italia (bandiera) | C     | Giuseppe Errichiello |
|    | Italia (bandiera) | C     | Flavio Frontali      |
|    | Italia (bandiera) | A     | Silvano Galli        |
|    | Italia (bandiera) | A     | Egidio Ghersetich    |
|    | Italia (bandiera) | P     | Roberto Innocenti    |
|    | Italia (bandiera) | A     | Cesare Maccacaro     |

| N. |                   | Ruolo | Calciatore        |
| -- | ----------------- | ----- | ----------------- |
|    | Italia (bandiera) | C     | Guglielmo Mecozzi |
|    | Italia (bandiera) | D     | Romano Micelli    |
|    | Italia (bandiera) | D     | Stelio Nardin     |
|    | Italia (bandiera) | C     | Stefano Raise     |
|    | Italia (bandiera) | C     | Luigi Sardei      |
|    | Italia (bandiera) | A     | Giovanni Susan    |
|    | Italia (bandiera) | C     | Lionello Tulissi  |
|    | Italia (bandiera) | A     | Carlo Vanini      |
|    | Italia (bandiera) | A     | Giovanni Zavaglio |

## Risultati

### Serie B

#### Girone di andata
| 16 settembre 1962 1ª giornata | Bari | 2 – 0 | Catanzaro |  |

| 23 settembre 1962 2ª giornata | Catanzaro | 0 – 0 | Lecco |  |

| 30 settembre 1962 3ª giornata | Catanzaro | 2 – 3 | Parma |  |

| 7 ottobre 1962 4ª giornata | Como | 0 – 2 | Catanzaro |  |

| 13 ottobre 1962 5ª giornata | Pro Patria | 2 – 2 | Catanzaro |  |

| 9 novembre 1952 6ª giornata | Catanzaro | 0 – 1 | Simmenthal-Monza |  |

| 28 ottobre 1962 7ª giornata | Catanzaro | 1 – 1 | Lazio |  |

| 4 novembre 1962 8ª giornata | Foggia & Incedit | 2 – 1 | Catanzaro |  |

| 11 novembre 1962 9ª giornata | Catanzaro | 1 – 0 | Cosenza |  |

| 18 novembre 1962 10ª giornata | Lucchese | 3 – 0 | Catanzaro |  |

| 25 novembre 1962 11ª giornata | Verona | 0 – 1 | Catanzaro |  |

| 2 dicembre 1962 12ª giornata | Catanzaro | 2 – 1 | Sambenedettese |  |

| 16 dicembre 1962 13ª giornata | Catanzaro | 3 – 1 | Padova |  |

| 23 dicembre 1962 14ª giornata | Brescia | 0 – 0 | Catanzaro |  |

| 30 dicembre 1962 15ª giornata | Udinese | 5 – 0 | Catanzaro |  |

| 6 gennaio 1963 16ª giornata | Catanzaro | 1 – 1 | Messina |  |

| 13 gennaio 1963 17ª giornata | Catanzaro | 2 – 0 | Cagliari |  |

| 20 gennaio 1963 18ª giornata | Alessandria | 3 – 1 | Catanzaro |  |

| 27 gennaio 1963 19ª giornata | Triestina | 2 – 1 | Catanzaro |  |

#### Girone di ritorno
| 3 febbraio 1963 20ª giornata | Catanzaro | 0 – 0 | Bari |  |

| 10 febbraio 1963 21ª giornata | Lecco | 3 – 1 | Catanzaro |  |

| 17 febbraio 1963 22ª giornata | Parma | 2 – 0 | Catanzaro |  |

| 24 febbraio 1963 23ª giornata | Catanzaro | 1 – 1 | Como |  |

| 3 marzo 1963 24ª giornata | Catanzaro | 0 – 0 | Pro Patria |  |

| 10 marzo 1963 25ª giornata | Simmenthal-Monza | 0 – 0 | Catanzaro |  |

| 17 marzo 1963 26ª giornata | Lazio | 2 – 0 | Catanzaro |  |

| 24 marzo 1963 27ª giornata | Catanzaro | 2 – 0 | Foggia & Incedit |  |

| 7 aprile 1963 28ª giornata | Cosenza | 1 – 1 | Catanzaro |  |

| 14 aprile 1963 29ª giornata | Catanzaro | 1 – 0 | Lucchese |  |

| 21 aprile 1963 30ª giornata | Catanzaro | 1 – 0 | Verona |  |

| 28 aprile 1963 31ª giornata | Sambenedettese | 0 – 0 | Catanzaro |  |

| 5 maggio 1963 32ª giornata | Padova | 1 – 0 | Catanzaro |  |

| 12 maggio 1963 33ª giornata | Catanzaro | 0 – 0 | Brescia |  |

| 19 maggio 1963 34ª giornata | Catanzaro | 2 – 1 | Udinese |  |

| 26 maggio 1963 35ª giornata | Messina | 2 – 0 | Catanzaro |  |

| 2 giugno 1963 36ª giornata | Cagliari | 2 – 2 | Catanzaro |  |

| 9 giugno 1963 37ª giornata | Catanzaro | 1 – 0 | Alessandria |  |

| 16 giugno 1963 38ª giornata | Catanzaro | 2 – 1 | Triestina |  |

## Statistiche

### Statistiche di squadra
| Competizione | Punti | In casa | In casa | In casa | In casa | In casa | In casa | In trasferta | In trasferta | In trasferta | In trasferta | In trasferta | In trasferta | Totale | Totale | Totale | Totale | Totale | Totale | DR |
| Competizione | Punti | G       | V       | N       | P       | Gf      | Gs      | G            | V            | N            | P            | Gf           | Gs           | G      | V      | N      | P      | Gf     | Gs     | DR |
| ------------ | ----- | ------- | ------- | ------- | ------- | ------- | ------- | ------------ | ------------ | ------------ | ------------ | ------------ | ------------ | ------ | ------ | ------ | ------ | ------ | ------ | -- |
| Serie B      | 37    | 19      | 10      | 7       | 2       | 22      | 11      | 19           | 2            | 6            | 11           | 12           | 32           | 38     | 12     | 13     | 13     | 34     | 43     | -9 |
| Coppa Italia |       | 1       | 1       | 0       | 0       | 3       | 0       | 1            | 0            | 0            | 1            | 1            | 3            | 2      | 1      | 0      | 1      | 4      | 3      | +1 |
| Totale       |       | 20      | 11      | 7       | 2       | 25      | 11      | 20           | 2            | 6            | 12           | 13           | 35           | 40     | 13     | 13     | 14     | 38     | 46     | -8 |

### Statistiche dei giocatori
| Giocatore      | Serie B  | Serie B | Coppa Italia | Coppa Italia | Totale   | Totale |
| Giocatore      | Presenze | Reti    | Presenze     | Reti         | Presenze | Reti   |
| -------------- | -------- | ------- | ------------ | ------------ | -------- | ------ |
| O. Bagnoli     | 35       | 4       | 2            | 0            | 37       | 4      |
| Barbaro        | -        | -       | 1            | 0            | 1        | 0      |
| L. Bertossi    | 22       | -21     | 1            | 0            | 23       | -21    |
| D. Bigagnoli   | 23       | 0       | 1            | 0            | 24       | 0      |
| R. Bonari      | 5        | 0       | 1            | 0            | 6        | 0      |
| G. Errichiello | 5        | 0       | 1            | 0            | 6        | 0      |
| F. Frontali    | 14       | 1       | 1            | 0            | 15       | 1      |
| S. Galli       | 6        | 1       | 1            | 1            | 7        | 2      |
| E. Ghersetich  | 33       | 6       | 2            | 0            | 35       | 6      |
| R. Innocenti   | 16       | -22     | 1            | -3           | 17       | -25    |
| C. Maccacaro   | 29       | 1       | 2            | 0            | 31       | 1      |
| G. Mecozzi     | 36       | 0       | 2            | 0            | 38       | 0      |
| R. Micelli     | 32       | 0       | 1            | 0            | 33       | 0      |
| S. Nardin      | 21       | 0       | 1            | 0            | 22       | 0      |
| Nistico        | -        | -       | 1            | 0            | 1        | 0      |
| S. Raise       | 27       | 0       | 1            | 0            | 28       | 0      |
| L. Sardei      | 18       | 2       | -            | -            | 18       | 2      |
| G. Susan       | 13       | 2       | 1            | 2            | 14       | 4      |
| L. Tulissi     | 27       | 0       | 1            | 0            | 28       | 0      |
| C. Vanini      | 32       | 6       | 2            | 1            | 34       | 7      |
| G. Zavaglio    | 24       | 9       | -            | -            | 24       | 9      |